# Recensement polonais de 1921
Le recensement polonais de 1921, ou premier recensement général en Pologne, fut le premier recensement organisé par la Deuxième République de Pologne ; il fut réalisé le 30 septembre 1921 par le Bureau général des statistiques (Główny Urząd Statystyczny (pl)). Il a été suivi par le recensement polonais de 1931.

## Contenu
En raison de la guerre, certaines parties du territoire polonais n'ont pas été recensées. La Haute-Silésie, par exemple, n'a été officiellement attribuée à la Pologne (par la Société des Nations) qu'après le recensement. De même, les conditions dans l'est de la Galicie étaient toujours instables et chaotiques, et les données du recensement ont dû être ajustées après coup, écrit Joseph Marcus — ce qui a suscité plus de questions que de réponses. L'armée et le personnel sous juridiction militaire n'ont pas été inclus dans les résultats. De plus, des zones spécifiques de taille considérable n’ont pas fait l’objet de retours complets en raison de l’absence de réfugiés de guerre.
Des catégories entières considérées aujourd’hui comme essentielles étaient absentes des questionnaires, sujettes à l’interprétation historique de chaque moment. Par exemple, les Ukrainiens étaient classés dans la même catégorie que les Rusyns (le seul facteur de distinction possible étant la religion), ces deux peuples étant qualifiés de « Ruthènes » (narodowość rusińska), des catégories séparées existaient uniquement pour les catholiques grecs (68,4 pour cent ou 2 667 840 d'entre eux) et les chrétiens orthodoxes (31 pour cent ou 1 207 739 du total). Ni les Ukrainiens, ni les Ruthènes des Carpates (ou Rusnaks), ni les Polésiens n'étaient définis par leur nom. Les catégories répertoriées dans le recensement comprenaient textuellement : Narodowość : polska (polonais), rusińska (ruthènes), żydowska (juifs), białoruska (biėlorusses), niemiecka (allemands), litewska (lituaniens), rosyjska (russes), tutejsza (« indigènes »), czeska (tchèques), inna (autre), niewiadoma (inconnue) [en français dans le texte].
Certains chercheurs affirment que la proportion de minorité a été sous-estimée, d'aucuns affirmant que jusqu'à 40 % de la population polonaise faisait en fait partie d'une minorité — avançant le nombre de 18 % d'Ukrainiens, 10 % de Juifs, 6 % de Biélorusses et 5 % d'Allemands.

## Résultats

### Nationalité
| Tous       | Polonais   | Ruthènes  | Juifs     | Biélorusses | Allemands | Lituaniens | Russes | Tutejszy | Tchèques | Autres | Inconnu |
| ---------- | ---------- | --------- | --------- | ----------- | --------- | ---------- | ------ | -------- | -------- | ------ | ------- |
| 25.694.700 | 17.789.287 | 3.898.428 | 2.048.878 | 1.035.693   | 769.392   | 24.044     | 48.920 | 38.943   | 30.628   | 9.856  | 631     |
| 100%       | 69,23%     | 15,17%    | 7,97%     | 4,03%       | 2,99%     | 0,09%      | 0,19%  | 0,15%    | 0,12%    | 0,04%  | ~0,002% |

### Religion
| Tous       | Catholiques romains | Gréco-catholiques | Autres catholiques ( mariavites et autres) | Orthodoxe | Autres chrétiens d'Orient | Évangéliques | Autres évangéliques | Juifs     | Autres non-chrétiens | Agnostiques | Inconnu |
| ---------- | ------------------- | ----------------- | ------------------------------------------ | --------- | ------------------------- | ------------ | ------------------- | --------- | -------------------- | ----------- | ------- |
| 25 694 700 | 16 057 229          | 3 031 057         | 33 003                                     | 2 815 817 | 21 707                    | 940 234      | 12 426              | 2 771 949 | 4 397                | 5 972       | 909     |

Source.